# 288 (số)
288 (hai trăm tám mươi tám) là một số tự nhiên ngay sau 287 và ngay trước 289.